# 2092 Sumiana
A 2092 Sumiana (ideiglenes jelöléssel 1969 UP) a Naprendszer kisbolygóövében található aszteroida. Ljudmila Csernih fedezte fel 1969. október 16-án.